# 克利莫韋 (希沙基區)
50°0′2″N 34°3′27″E / 50.00056°N 34.05750°E
克利莫韋（烏克蘭語：Климове），是烏克蘭中部的村莊，隸屬波爾塔瓦州的米爾霍羅德區。該村分別距離科瓦利夫卡0.5公里和小佩列維茲1公里，海拔高度116米，2001年人口24。